# Ruch antyszczepionkowy

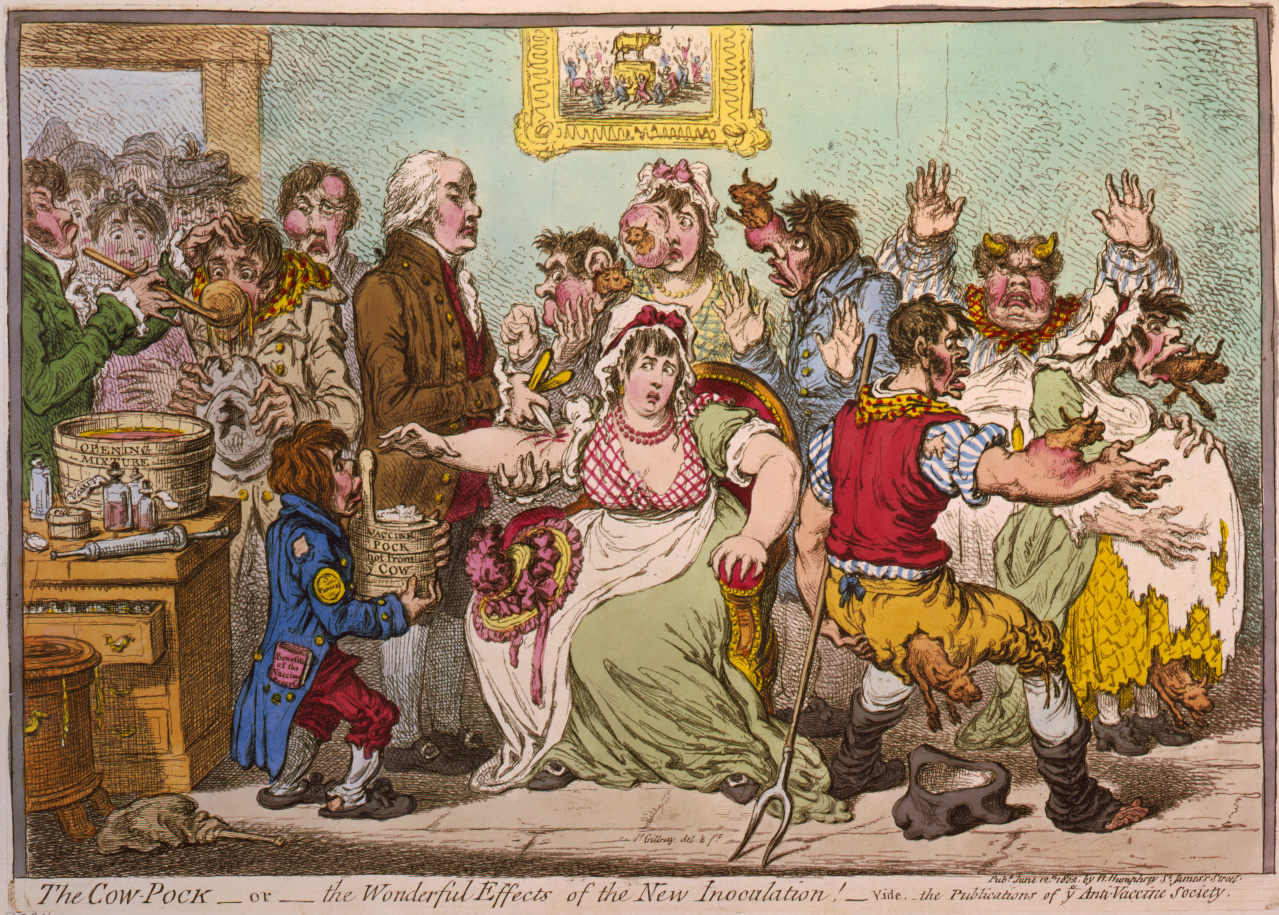
Ilustracja z 1802 przedstawiająca ludzi z cechami krowimi, które zdaniem ówczesnych przeciwników szczepień miały się wykształcić po podaniu szczepionki na ospę prawdziwą

Ruch antyszczepionkowy, potocznie także antyszczepionkowcy – określenie osób i grup podważających sens i skuteczność szczepień, a niekiedy nawet twierdzących, że szczepionki są szkodliwe dla zdrowia. W krajach, gdzie istnieje obowiązek szczepień, opowiadają się za jego ograniczeniem lub zniesieniem.
Pierwsze protesty wymierzone w zwolenników szczepień pojawiły się na początku XIX wieku wraz z rozpoczęciem stosowania szczepionek przeciwko ospie prawdziwej z użyciem materiału zainfekowanego ospą krowianki, co było rezultatem skuteczności eksperymentów przeprowadzonych przez Edwarda Jennera. Krytycy wskazywali, że skutkiem tego jest zbydlęcenie ciał ludzkich, ponieważ zastosowano środki odzwierzęce. Późniejsza krytyka koncentrowała się na ograniczaniu wolności (w przypadku programów przymusowych szczepień) oraz ingerencji w integralność ciał dzieci. W czasach współczesnych nastroje antyszczepionkowe wzmogły się w połowie lat 70. XX wieku, kiedy narosły kontrowersje wokół szczepionki DTP, i występują do dzisiaj.
Istnieje przytłaczający konsensus naukowy, że szczepionki są ogólnie bezpieczne i skuteczne. Niechęć do szczepienia często skutkuje wybuchami epidemii i zgonami z powodu chorób, którym można zapobiegać poprzez szczepienia. Dlatego Światowa Organizacja Zdrowia określa niezdecydowanie się na szczepienia jako jedno z dziesięciu największych globalnych zagrożeń dla zdrowia. Postawa antyszczepionkowa jest często powiązana z nagłośnieniem publicznych debat wokół kwestii medycznych, etycznych i prawnych związanych ze szczepionkami, i jest nieraz rozpowszechniana przez środowiska pseudonaukowe lub w celach dezinformacyjnych (patrz wojna hybrydowa). Niechęć do szczepienia wynika z wielu czynników, w tym nieufności do szczepionki lub dostawcy opieki zdrowotnej (ta postawa jest często powiązana z teoriami spiskowymi), braku zrozumienia (osoba nie widzi potrzeby szczepionki) lub braku dogodności (gdy dostęp do szczepionek jest utrudniony bądź kosztowny).

## Historia
Historia postaw antyszczepionkowych sięga XIX wieku, kiedy Edward Jenner udowodnił, że przejście krowianki może uchronić od zarażenia się ospą prawdziwą, która w 30% przypadków kończyła się śmiercią, a u większości osób, które przeżyły, pozostawiała trwałe blizny, ubytki tkanek, u niektórych ślepotę. Mimo tego wiele osób już wtedy krytykowało stosowanie szczepionek. Jednym z krytyków szczepień był np. Alfred Russel Wallace, współodkrywca zjawiska doboru naturalnego. Innym wczesnym krytykiem był też niemiecki lekarz Marcus Herz. Między 1840 a 1853 w Wielkiej Brytanii wprowadzono kilka aktów prawnych nakładających na obywateli obowiązek szczepienia na ospę prawdziwą oraz kary za nieszczepienie. Niektórzy krytycy uznali to za naruszenie ich wolności. Późniejsza krytyka koncentrowała się na ograniczaniu wolności (w przypadku programów przymusowych szczepień) oraz ingerencji w integralność ciał dzieci.
W czasach współczesnych nastroje antyszczepionkowe wzmogły się w połowie lat 70. XX wieku, kiedy narosły kontrowersje wokół szczepionki DTP, która u 36 dzieci miała rzekomo spowodować problemy neurologiczne. W 1974 w Wielkiej Brytanii utworzono Association of Parents of Vaccine Damaged Children, które odegrało ważną rolę w przykuwaniu uwagi do kontrowersji wokół szczepionki DTP. W wyniku tego do 1977 wyszczepialność dzieci spadła z 77% do 33%. Niedługo potem nadeszły 3 epidemie krztuśca z ponad 100 tys. przypadków zachorowań, z czego 36 dzieci zmarło. W USA nastroje antyszczepionkowe przybrały na sile w 1982, kiedy nagrodę Emmy dostał film DTP: Vaccination Roulette, w którym wiązano szczepionkę DTP (dokładniej komponent krztuścowy) z uszkodzeniami mózgu, drgawkami i cofaniem się w rozwoju. W 1996 Nelson Mandela rozpoczął kampanię Kick Polio Out of Africa; na tamten rok zaplanowano zaszczepienie 50 milionów dzieci. Kampania zakończyła się pomyślnie; liczba przypadków polio spadła z 350 tys. przypadków na całym świecie do niecałych 500 w 2001. W 2003 polityczni i religijni przywódcy w Nigerii rozpoczęli bojkot kampanii. W większości stanów trwał on krótko, jednak w Kano (północna Nigeria) utrzymał się przez 11 miesięcy. Wskutek tego polio dotarło do 15 krajów, w których zdążono już ogłosić całkowitą eradykację tej choroby.

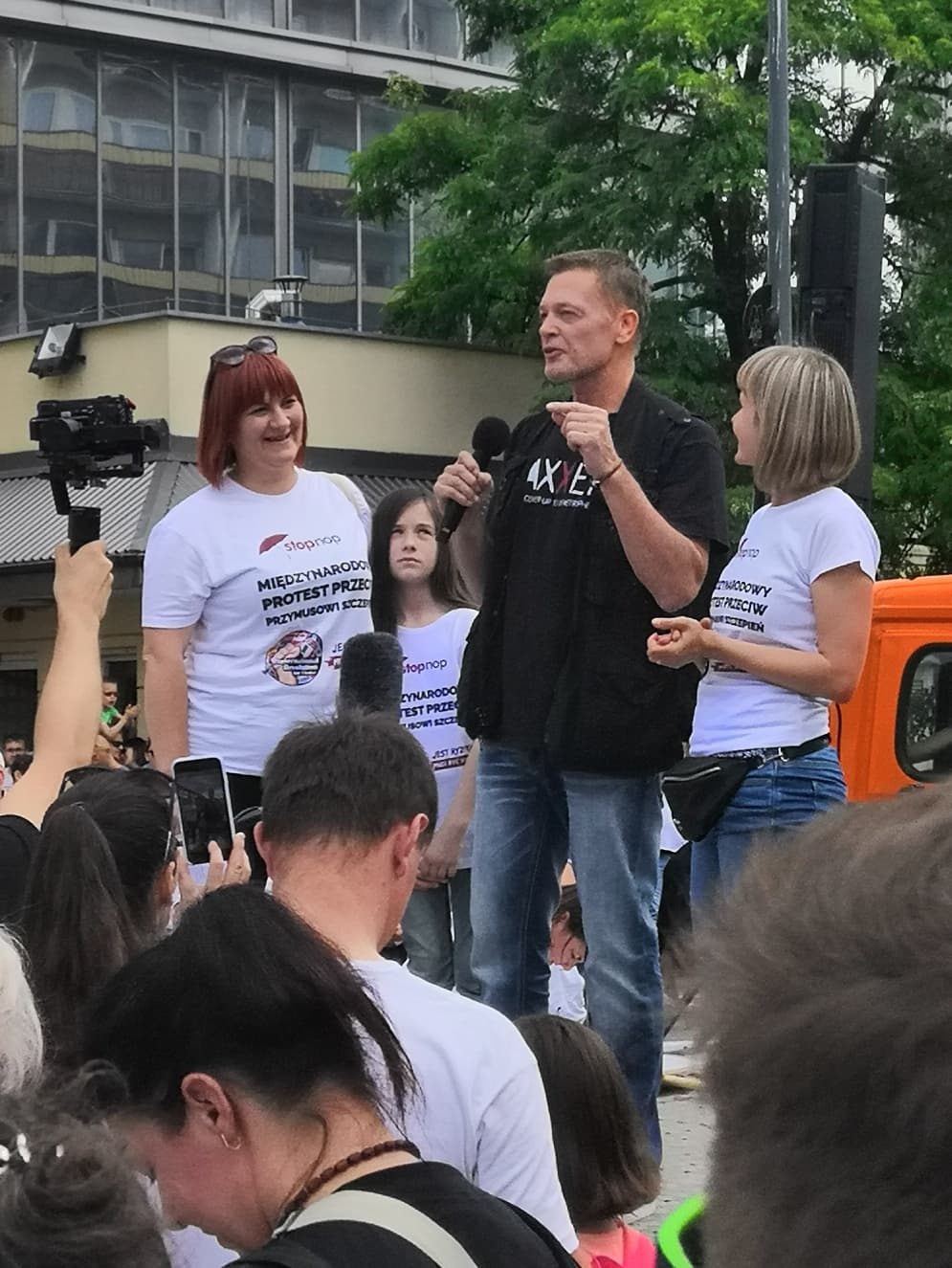
Andrew Wakefield przemawiający podczas marszu organizowanego przez STOP NOP, po lewej Justyna Socha, Warszawa, 2019

W 1998 Andrew Wakefield opublikował artykuł dotyczący rzekomego związku szczepionki MMR z autyzmem. Artykuł i badania okazały się oszustwem, a sam Wakefield stracił prawo do wykonywania zawodu lekarza (zob. bezpieczeństwo szczepień – autyzm)

## Argumenty przeciwników szczepień
Ta sekcja opisuje teorie, metody lub czynności niezgodne ze współczesną wiedzą medyczną.
Tezy przeciwników szczepień nie są popierane przez większość naukowców. Wiele z nich jest efektem dezinformacji. W niektórych krajach zaufanie do szczepionek spadło na skutek ich niewłaściwego użycia, lub dopuszczenia do obiegu szczepionek nieprawidłowo przetestowanych, i nagłośnieniu efektów ubocznych, do czego doszło m.in. na Filipinach, w Somalii, i w Japonii.
Przeciwnicy szczepień (antyszczepionkowcy) twierdzą, że:
1. Masowe szczepienia nie wyeliminowały chorób zakaźnych, a w niektórych przypadkach mogą być ich przyczyną[17].
2. Efekt zażegnania zagrożenia epidemiologicznego danymi chorobami przypisać należy nie programom powszechnych szczepień, lecz ogólnej poprawie warunków życia, higieny i sposobów żywienia w rozwiniętych państwach[17].
3. Substancje pomocnicze zawarte w szczepionkach są szkodliwe i występują w szkodliwych stężeniach (np. rtęć)[18].
4. Stosowane szczepionki są tak naprawdę nieskuteczne w wykształceniu odporności na daną chorobę lub wykształcona odporność jest zbyt krótkotrwała[17].

## Krytyka postaw antyszczepionkowych
W styczniu 2019 powstała satyryczna gra karciana antyszczepionkowcy.biz, której motywem przewodnim są oszuści, zarabiający na ruchu antyszczepionkowym. Honorowy patronat nad projektem objęła Dolnośląska Izba Lekarska, a także Marek Posobkiewicz i Łukasz Durajski.
W marcu 2019 Facebook zdecydował się na walkę z dezinformacją związaną ze szczepieniami. Serwis zaczął ograniczać ich zasięg, teorie spiskowe antyszczepionkowców zaczęły być traktowane jako kampania dezinformacyjna, a konta wysyłające takie informacje zaczęły być masowo usuwane.
We wrześniu 2021, pod naciskiem rządu niemieckiego, Facebook rozszerzył tę akcję w Niemczech na zwykłych użytkowników, którzy podejmowali coraz bardziej wyrafinowane wysiłki, aby ominąć blokady dotyczące mowy nienawiści lub dezinformacji.

## Postawa antyszczepionkowa a dezinformacja
Wokół szczepień narosły liczne teorie spiskowe. Zdaniem ich zwolenników koncerny farmaceutyczne i rządy ukrywają dane dotyczące szczepień, by zrealizować swoje plany. Według najpopularniejszych teorii spiskowych koncerny mają płacić badaczom, by ci fałszowali badania i polepszali statystyki na temat wydajności szczepień. Teorie spiskowe związane ze szczepieniami oddają niechęć i nieufność wobec badań naukowych dotyczących wydajności i bezpieczeństwa szczepionek. Często ich wyznawcy z podobnych pobudek wierzą także w inne teorie konspiracyjne, np. zaprzeczając globalnemu ociepleniu. Wiara w jedną teorię spiskową zwiększa tendencję do przyjmowania innych teorii spiskowych, co psychologia opisuje jako monologiczny system przekonań bądź ogólną orientację spiskową. Rodzice, którzy rozważają zaszczepienie dziecka, nierzadko szukają informacji w internecie; niekiedy najwyżej pozycjonowane są artykuły promujące antyszczepionkowe teorie spiskowe. Według badań przyczyny, dla których rodzice szczepią dzieci lub nie, są złożone i wielowymiarowe. Ruch antyszczepionkowy sięga swą historią początku istnienia szczepień i, zdaniem badaczy, nie dojdzie do jego zniknięcia. Dzięki internetowi przybrał na sile, a jego postulaty docierają do większej liczby osób, co powoduje spadek wyszczepialności.
W okresie od lipca 2014 do września 2017 naukowcy zbadali losową próbkę 1,8 miliona tweetów, badanie miało na celu poprawę komunikacji pracowników publicznej służby zdrowia w mediach społecznościowych. Zamiast tego naukowcy odkryli, że problematyka zdrowia publicznego jest celem tego, co badanie opisuje jako „próby rozpowszechnienia dezinformacji przez obce mocarstwa”. 93 procent wiadomości o szczepieniach opublikowanych na Twitterze w latach 2014–2017 pochodziło ze złośliwych kont, w tym kont prowadzonych przez rosyjskie trolle. Według badań dezinformacja była prowadzona poprzez komunikaty pro, jak również antyszczepionkowe – w celu zmylenia odbiorcy oraz podważenia faktów i wiarygodności instytucji publicznych. Mark Dredze, jeden z naukowców którzy przeprowadzili badania, stwierdził, że trolle grały na obie strony, aby „zniszczyć publiczne zaufanie do szczepień, narażając wszystkich na ryzyko chorób zakaźnych”. Zaufanie do szczepionek bada w naukowy sposób Vaccine Confidence Project.

## Antyszczepionkowcy w Polsce

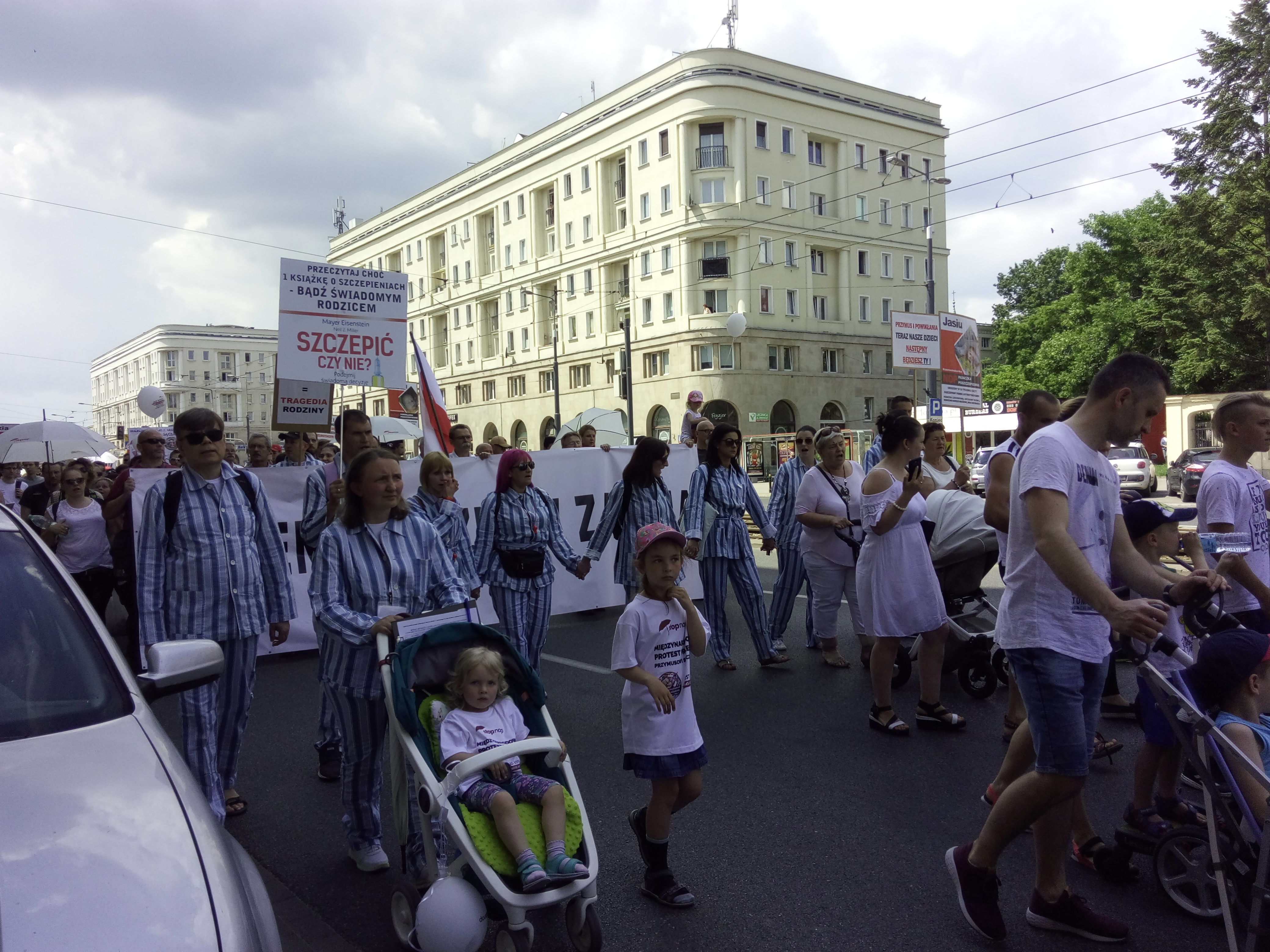
Antyszczepionkowa demonstracja organizowana przez STOP NOP w Warszawie w 2019. Na zdjęciu grupa przebrana za więźniów obozów koncentracyjnych z bannerem mówiącym „Doktor Mengele znowu zabija”

Na przestrzeni lat 2010–2019 liczba uchyleń od szczepień obowiązkowych w Polsce zwiększyła się ponad czternastokrotnie – z 3437 w 2010 do 48 609 w 2019. W okresie od 1 stycznia do 30 października 2020 odnotowano 50 088 uchyleń.
Z analiz przeprowadzonych przez Najwyższą Izbę Kontroli przeprowadzonych w 2017 wynika, że najczęściej odmawiano szczepień w województwie pomorskim i śląskim, natomiast najrzadziej w podkarpackim, podlaskim i świętokrzyskim.
W Sejmie RP w lutym 2016 został powołany Parlamentarny Zespół ds. Bezpieczeństwa Programu Szczepień Ochronnych Dzieci i Dorosłych popierający idee antyszczepionkowców. Do jego składu weszli posłowie: Piotr Liroy-Marzec (przewodniczący), Paweł Skutecki (wiceprzewodniczący), Wojciech Bakun (sekretarz), Jarosław Porwich, Robert Winnicki, Jerzy Kozłowski (zrezygnował 17 października 2017) i Stefan Romecki (zrezygnował 25 lipca 2018). Zespół współpracuje ze antyszczepionkowym Stowarzyszeniem „STOP NOP”.
Postulaty antyszczepionkowców poparł w 2017 Patryk Jaki, lecz wycofał się z tego stanowiska w październiku 2018.
W lipcu 2018 wpłynął do Sejmu RP obywatelski projekt ustawy znoszącej obowiązek szczepień, przygotowany przez Komitet Obywatelskiej Inicjatywy Ustawodawczej „STOP NOP”, który został poparty przez 120 tys. osób, lecz został odrzucony przez sejm w listopadzie 2018 roku. Rzecznik Praw Dziecka Marek Michalak skrytykował projekt ustawy i uznał działania przeciwko szczepieniom za niekorzystne i zagrażające ochronie życia i zdrowia dzieci.
Instytut Badań Internetu i Mediów Społecznościowych opublikował 10 czerwca 2022 analizę, według której ogólnopolska akcja pod nazwą BlokujemyOrlen, w ramach której grupy kierowców protestowały dniach 7–18 czerwca 2022 przeciwko wysokim cenom paliw poprzez blokadę stacji benzynowych należących do koncernu paliwowego PKN Orlen, miała na celu odbudowę grup antyszczepionkowych w Polsce, które według instytutu stanowiły przed rozpoczętą 24 lutego 2022 inwazją Rosji na Ukrainę silną i znaczącą grupę polityczną.